# Olympische Winterspiele 1988/Skilanglauf – 4 × 10 km (Männer)
Die 4 × 10-km-Skilanglaufstaffel der Männer bei den Olympischen Winterspielen 1988 fand am 22. Februar 1988 im Canmore Nordic Centre in Canmore statt. Olympiasieger wurde die schwedische Staffel mit Jan Ottosson, Thomas Wassberg, Gunde Svan und Torgny Mogren. Die Silbermedaille ging an die Staffel aus der Sowjetunion, Bronze an die Tschechoslowakei.

## Daten
- Datum: 22. Februar 1988, 9:30 Uhr
- Höhenunterschied: 108 m
- Maximalanstieg: 50 m
- Totalanstieg: 440 m
- 64 Teilnehmer aus 16 Ländern, davon alle in der Wertung

## Ergebnisse
| Platz | Land/Sportler                                                                       | Zeit                                                        |
| ----- | ----------------------------------------------------------------------------------- | ----------------------------------------------------------- |
| 1     | Schweden Jan Ottosson Thomas Wassberg Gunde Svan Torgny Mogren                      | 1:43:58,6 h 26:18,8 min 25:50,5 min 25:38,8 min 26:10,5 min |
| 2     | Sowjetunion Wladimir Smirnow Wladimir Sachnow Michail Dewjatjarow Alexei Prokurorow | 1:44:11,3 h 26:20,5 min 25:48,2 min 26:06,4 min 25:56,2 min |
| 3     | Tschechoslowakei Radim Nyč Václav Korunka Pavel Benc Ladislav Švanda                | 1:45:22,7 h 26:27,4 min 26:12,8 min 26:28,8 min 26:13,7 min |
| 4     | Schweiz Andy Grünenfelder Jürg Capol Giachem Guidon Jeremias Wigger                 | 1:46:16,3 h 26:09,7 min 26:31,4 min 26:35,1 min 27:00,1 min |
| 5     | Italien Silvano Barco Albert Walder Giorgio Vanzetta Maurilio De Zolt               | 1:46:16,7 h 26:47,6 min 27:26,4 min 25:53,1 min 26:09,5 min |
| 6     | Norwegen Pål Gunnar Mikkelsplass Oddvar Brå Vegard Ulvang Terje Langli              | 1:46:48,7 h 26:26,5 min 27:29,7 min 26:10,3 min 26:42,2 min |
| 7     | BR Deutschland Walter Kuß Georg Fischer Jochen Behle Herbert Fritzenwenger          | 1:48:05,0 h 27:06,2 min 26:54,6 min 26:35,0 min 27:29,2 min |
| 8     | Finnland Jari Laukkanen Harri Kirvesniemi Jari Räsänen Kari Ristanen                | 1:48:24,0 h 28:24,6 min 26:43,8 min 26:51,2 min 26:24,4 min |
| 9     | Kanada Yves Bilodeau Al Pilcher Pierre Harvey Dennis Lawrence                       | 1:48:59,7 h 27:25,0 min 27:42,2 min 26:16,3 min 27:36,2 min |
| 10    | Österreich André Blatter Alois Schwarz Johann Standmann Alois Stadlober             | 1:49:14,5 h 26:25,3 min 26:26,1 min 29:21,3 min 27:01,8 min |
| 11    | Frankreich Patrick Rémy Jean-Luc Thomas Dominique Locatelli Guy Balland             | 1:49:15,9 h 28:25,8 min 26:40,7 min 27:20,1 min 26:49,3 min |
| 12    | Bulgarien Swetoslaw Atanassow Iwan Smilenow Atanas Simittschiew Todor Machow        | 1:49:27,9 h 27:21,2 min 27:19,4 min 27:47,2 min 27:00,1 min |
| 13    | Vereinigte Staaten Todd Boonstra Dan Simoneau Bill Spencer Joe Galanes              | 1:50:27,6 h 27:49,9 min 27:17,8 min 27:30,4 min 27:49,5 min |
| 14    | Japan Atsushi Egawa Kazunari Sasaki Taniyuki Yuki Masaharu Yamazaki                 | 1:51:10,7 h 27:19,9 min 27:35,6 min 27:52,8 min 28:22,4 min |
| 15    | Südkorea Hong Kun-pyo Park Ki-ho Cho Sung-hoon Jun Jeung-hae                        | 1:59:00,4 h 28:54,6 min 30:29,1 min 30:24,1 min 29:12,6 min |
| 16    | Vereinigtes Königreich John Spotswood Ewan McKenzie Marty Watkins Andrew Wylie      | 1:59:39,3 h 30:25,2 min 30:05,9 min 29:31,0 min 29:37,2 min |